# Es demasiado triste
«Es demasiado triste» es la última canción del álbum Corazones (1990) del grupo chileno Los Prisioneros.

## Canción
“Es demasiado triste” es fácilmente uno de los mejores cierres hechos para un disco del trío, que en ese momento era dúo, san miguelino, con sus aires circenses que contrastan la letra dramática: “Es el maldito amor, le gusta reírse, reírse en tu cara”.
Cenit Uno

Jorge González la considera una de las mejores canciones del disco, aunque también una de las más difíciles de cantar.
Una letra desgarradora, desoladora y a menudo desesperada es la que acompaña a la canción con que Corazones es cerrado.
En un podscast de emiliano aguayo en necesito poder respirar, jorge se refirió al tema como un estar en el circo mas triste y la melodía es de un circo con bombos ese sonido de balada